# História militar da França

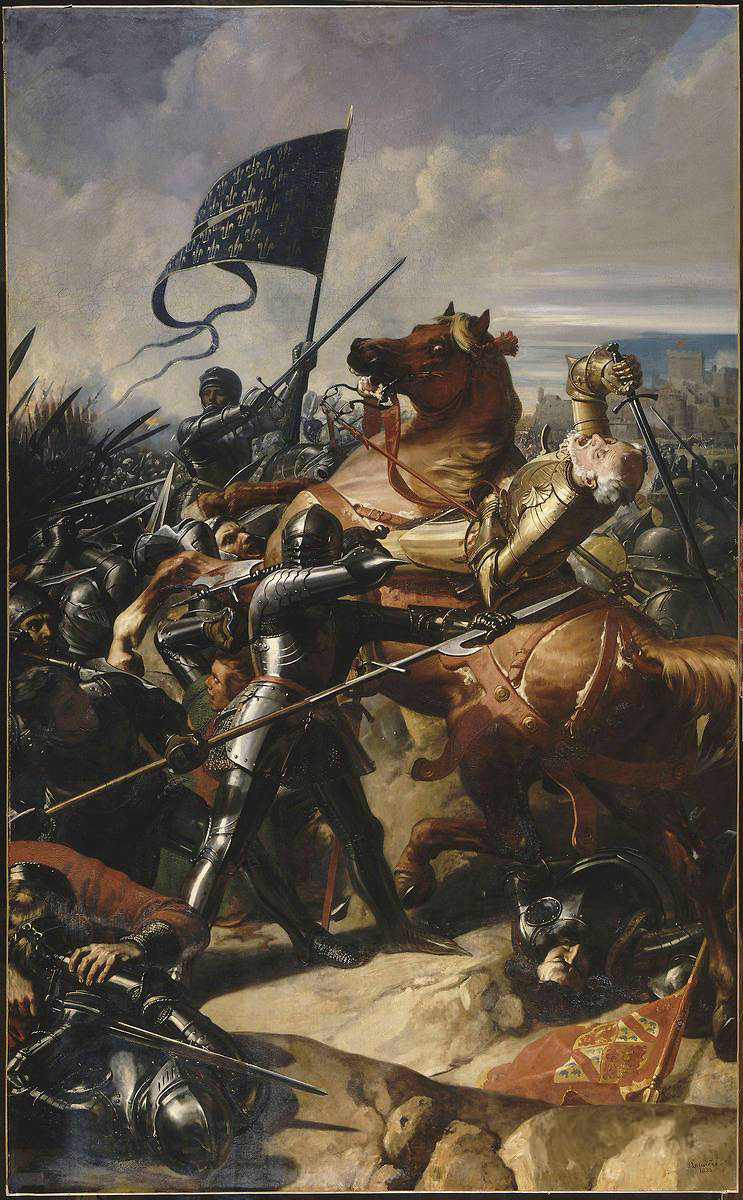
Em julho de 1453, um exército francês derrotou seus oponentes ingleses na Batalha de Castillon, o último grande confronto da Guerra dos Cem Anos. A vitória em Castillon demonstrou o poder da artilharia contra o ataque de massas de infantaria e permitiu que os franceses capturassem Bordeaux alguns meses depois. Posteriormente, os ingleses perderam suas principais possessões restantes no continente europeu.

A história militar da França abrange um imenso panorama de conflitos e lutas que se estende por mais de 2.000 anos em áreas que incluem a França moderna, a Europa e uma variedade de regiões ao redor do mundo.
Segundo o historiador Niall Ferguson, a França é a potência militar mais bem-sucedida da história. Participou de 50 das 125 principais guerras europeias travadas desde 1495; mais do que qualquer outro Estado europeu. As primeiras grandes guerras registradas no território da França moderna giraram em torno do conflito galo-romano que predominou de 60 a.C. a 50 a.C. Os romanos acabaram saindo vitoriosos através das campanhas de Júlio César. Após o declínio do Império Romano, uma tribo germânica conhecida como francos assumiu o controle da Gália derrotando tribos concorrentes. A "terra da Frância", da qual a França recebe seu nome, teve pontos altos de expansão sob os reis Clóvis I e Carlos Magno, que estabeleceram o núcleo do futuro Estado francês. Na Idade Média, rivalidades com a Inglaterra provocaram grandes conflitos, como a Conquista Normanda e a Guerra dos Cem Anos. Com uma monarquia cada vez mais centralizada, o primeiro exército permanente desde os tempos romanos e o uso da artilharia, a França expulsou os ingleses de seu território e saiu da Idade Média como a nação mais poderosa da Europa, perdendo esse status para o Sacro Império Romano e a Espanha após a derrota nas Guerras Italianas. As Guerras Religiosas paralisaram a França no final do século XVI, mas uma grande vitória sobre a Espanha na Guerra dos Trinta Anos fez da França a nação mais poderosa do continente mais uma vez. Paralelamente, a França desenvolveu seu primeiro império colonial na Ásia, na África e na América. Sob o governo de Luís XIV, a França alcançou supremacia militar sobre seus rivais, mas conflitos crescentes contra coalizões inimigas cada vez mais poderosas frearam as ambições francesas e deixaram o reino falido no início do século XVIII.
Os exércitos franceses ressurgentes garantiram vitórias em conflitos dinásticos contra as coroas espanhola, polonesa e austríaca. Ao mesmo tempo, a França estava se defendia de ataques às suas colônias. À medida que o século XVIII avançava, a competição global com a Grã-Bretanha levou à Guerra dos Sete Anos, onde a França perdeu suas possessões na América do Norte. A consolação veio na forma de domínio na Europa e na Guerra Revolucionária Americana, onde a extensa ajuda francesa na forma de dinheiro e armas, e a participação direta de seu exército e marinha levaram à independência dos Estados Unidos. A agitação política interna acabou levando a 23 anos de conflito quase contínuo nas Guerras Revolucionárias Francesas e nas Guerras Napoleônicas. A França atingiu o auge do seu poder durante este período, dominando o continente europeu de uma forma sem precedentes sob Napoleão Bonaparte. Entretanto, a França foi finalmente derrotada em 1815, e suas fronteiras foram restauradas para as mesmas que controlava antes da Revolução. O resto do século XIX testemunhou o crescimento do Segundo Império Colonial Francês, bem como intervenções francesas na Bélgica, Espanha e México. Outras grandes guerras foram travadas contra a Rússia na Crimeia, a Áustria na Itália e a Prússia na própria França.
Após a derrota na Guerra Franco-Prussiana, a rivalidade franco-alemã explodiu novamente na Primeira Guerra Mundial. A França e seus aliados foram vitoriosos dessa vez. A agitação social, política e econômica após o conflito levou à Segunda Guerra Mundial, na qual a França e os Aliados foram derrotados na Batalha da França e quase metade do país foi colocada sob ocupação militar alemã por mais de quatro anos. Os Aliados, incluindo as Forças Francesas Livres lideradas por um governo no exílio, acabaram saindo-se vitoriosos sobre as Potências do Eixo. Como resultado, a França garantiu uma zona de ocupação na Alemanha e um assento permanente no Conselho de Segurança das Nações Unidas. O imperativo de evitar um terceiro conflito franco-alemão na escala das duas guerras mundiais abriu caminho para a integração europeia a partir da década de 1950. A França se tornou uma potência nuclear e, desde o final do século XX, tem cooperado estreitamente com a OTAN, os Estados Unidos e parceiros europeus.

## Temas dominantes

Mapa animado do território francês na Europa continental ao longo do tempo. Após séculos de guerra e diplomacia, a França tem o maior território de qualquer nação da Europa Ocidental.

O historiador Niall Ferguson argumenta que a França é a potência militar mais beligerante da história. Participou de 50 das 125 principais guerras europeias travadas desde 1495; mais do que qualquer outro Estado europeu. Em seguida vem a Áustria, que lutou em 47 delas; a Espanha, em 44; e a Inglaterra, em 43. Das 169 batalhas mundiais mais importantes travadas desde 387 a.C., a França venceu 109, perdeu 49 e empatou 10.
Nos últimos séculos, o pensamento estratégico francês foi por vezes impulsionado pela necessidade de atingir ou preservar as chamadas “fronteiras naturais”, que são os Pirenéus a sudoeste, os Alpes a sudeste e o Rio Reno a leste. Começando com Clóvis, 1.500 anos de guerra e diplomacia testemunharam a realização da maioria desses objetivos. A guerra com outras potências europeias nem sempre foi determinada por estas considerações, e muitas vezes os governantes de França estenderam a sua autoridade continental muito para além destas barreiras, principalmente sob Carlos Magno, Luís XIV e Napoleão. Estes períodos de conflito incessante foram caracterizados pelos seus próprios padrões e convenções, mas todos exigiam uma forte liderança central para permitir a extensão do domínio francês. Rivalidades militares importantes na história da humanidade surgiram como resultado de conflitos entre povos franceses e outras potências europeias. A rivalidade anglo-francesa, pelo prestígio na Europa e em todo o mundo, continuou durante séculos, enquanto a mais recente rivalidade franco-alemã exigiu duas guerras mundiais para se estabilizar.

Mapa animado mostrando o crescimento e o declínio do império colonial francês.

A partir do início do século XVI, grande parte dos esforços militares da França foram dedicados a proteger suas possessões ultramarinas e reprimir a dissidência entre os colonos franceses e as populações nativas. Tropas francesas foram espalhadas por todo o império, principalmente para lidar com a população local. O império colonial francês acabou por se desintegrar após a tentativa fracassada de subjugar os nacionalistas argelinos no final da década de 1950, um fracasso que levou ao colapso da Quarta República. Desde a Segunda Guerra Mundial, os esforços da França têm sido direcionados para manter seu status como uma grande potência e sua influência no Conselho de Segurança da ONU. A França também foi fundamental na tentativa de unir as forças armadas da Europa para sua própria defesa, a fim de equilibrar o poder da Rússia e diminuir a dependência militar europeia dos Estados Unidos. Por exemplo, a França retirou-se do comando da OTAN em 1966 devido a queixas de que o seu papel na organização estava sendo subordinado às exigências dos Estados Unidos. Os objetivos franceses nessa época passaram por grandes mudanças. Livre de guerras continentais ou alianças complexas, a França agora mobiliza suas forças militares como parte de operações internacionais de manutenção da paz, agentes de segurança em antigas colônias ou as mantém prontas para o combate e mobilizadas para responder a ameaças de Estados vilões. A França é uma potência nuclear com o maior arsenal nuclear da Europa e as suas capacidades nucleares, tal como as suas forças convencionais, foram reestruturadas para lidar rapidamente com as ameaças emergentes.

## Período inicial

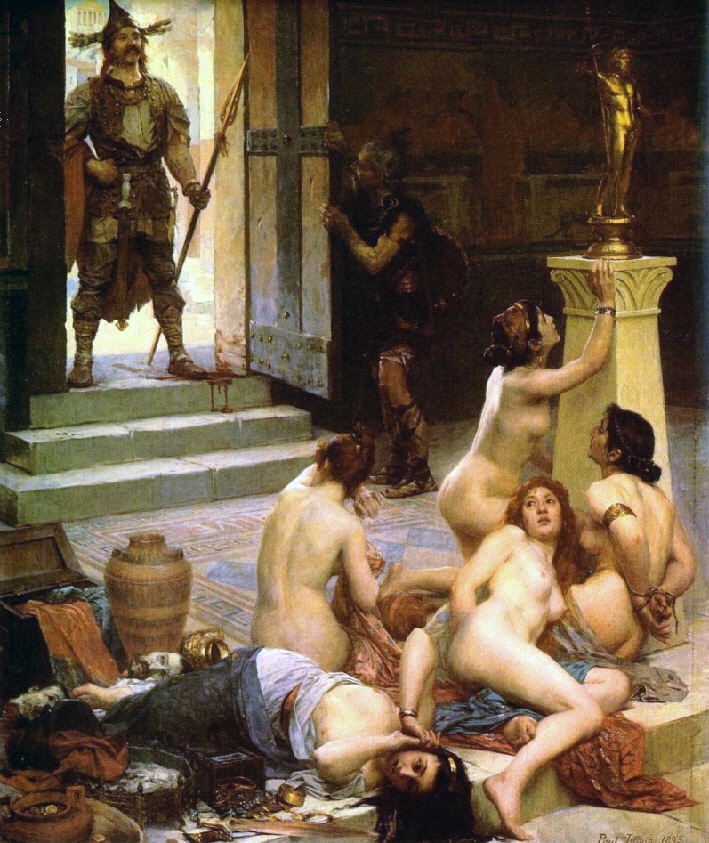
Breno e o saque de Roma imaginado no século XIX;

Por volta de 390 a.C., o chefe gaulês Breno atravessou os Alpes, derrotou os romanos na Batalha de Ália e saqueou Roma por vários meses. A invasão gaulesa deixou Roma enfraquecida e encorajou diversas tribos italianas subjugadas a se rebelarem. Uma por uma, ao longo dos 50 anos seguintes, essas tribos foram derrotadas e trazidas de volta ao domínio romano. Enquanto isso, os gauleses continuariam a assediar a região até 345 a.C., quando firmaram um tratado formal com Roma. Mas os romanos e os gauleses manteriam uma relação adversária pelos próximos séculos e os gauleses continuariam sendo uma ameaça na Itália.
Por volta de 125 a.C., o sul da França foi conquistado pelos romanos que chamaram esta região de Provincia Romana ("Província Romana"), que evoluiu para o nome Provence em francês. O saque de Roma por Breno ainda era lembrado pelos romanos quando Júlio César conquistou o restante da Gália. Inicialmente, César encontrou pouca resistência gaulesa: as cerca de 60 tribos que compunham a Gália não conseguiram se unir e derrotar o exército romano, algo que César explorou ao colocar uma tribo contra a outra. Em 58 a.C., César derrotou a tribo germânica dos suevos, liderada por Ariovisto. No ano seguinte, ele conquistou os gauleses belgas após alegar que eles estavam conspirando contra Roma. A sequência de vitórias continuou com um triunfo naval contra os Veneti em 56 a.C. Em 53 a.C., um movimento unido de resistência gaulesa sob o comando de Vercingetorix surgiu pela primeira vez. César sitiou a cidade fortificada de Avaricum (Bourges) e rompeu as defesas após 25 dias, com apenas 800 dos 40.000 habitantes conseguindo escapar. Ele então sitiou Gergóvia, cidade natal de Vercingetorix, e sofreu uma das piores derrotas de sua carreira quando teve que recuar para reprimir uma revolta em outra parte da Gália. Após retornar, César cercou Vercingetorix em Alésia em 52 a.C. Os habitantes da cidade foram forçados à submissão pela fome e as fortificações defensivas únicas de César, projetando-se em direção à cidade e para longe dela, a fim de deter uma enorme força de socorro gaulesa, acabaram por forçar Vercingetorix a render-se. As Guerras Gálicas enfim terminaram.
A cultura galo-romana se estabeleceu na região nos séculos seguintes, mas com o enfraquecimento do poder romano nos séculos IV e V d.C., uma tribo germânica, os francos, invadiu grandes áreas que hoje formam a França moderna. Sob o rei Clóvis I, no final do século V e início do século VI, os domínios francos quadruplicaram à medida que eles conseguiram derrotar sucessivos oponentes pelo controle da Gália. Em 486, os exércitos francos sob o comando de Clóvis triunfaram sobre Siágrio, o último oficial romano no norte da Gália, na Batalha de Soissons. Em 491, Clóvis derrotou os turíngios a leste de seus territórios. Em 496, ele derrotou os alamanos na Batalha de Tolbiac. Em 507, ele obteve a vitória mais impressionante de sua carreira, prevalecendo na Batalha de Vouillé contra os visigodos, que eram liderados por Alarico II, o conquistador da Espanha.

Expansão franca do início do reino de Clóvis I (481) até as divisões do Império de Carlos Magno (843/870).

Após Clóvis, as divisões territoriais no domínio franco desencadearam intensa rivalidade entre a parte ocidental do reino, a Nêustria, e a parte oriental, a Austrásia. Às vezes, os dois se uniam sob o comando de um rei, mas do século VI ao VIII eles frequentemente guerreavam entre si. No início do século VIII, os francos estavam preocupados com as invasões islâmicas através dos Pirenéus e do Vale do Ródano. Duas batalhas importantes durante esse período foram a Batalha de Toulouse e a Batalha de Poitiers ambas vencidas pelos francos e ambas fundamentais para retardar as incursões islâmicas.
Sob Carlos Magno, os francos atingiram o auge de seu poder. Após campanhas contra lombardos, ávaros, saxões e bascos, o resultante Império Carolíngio se estendeu dos Pireneus à Alemanha Central, do Mar do Norte ao Adriático. Em 800, o Papa fez de Carlos Magno Imperador do Ocidente em troca da proteção da Igreja. O Império Carolíngio foi um esforço consciente para recriar uma administração central modelada na do Império Romano,  mas as motivações por trás da expansão militar eram diferentes. Carlos Magno esperava dar aos seus nobres um incentivo para lutar, incentivando saques em campanha. A pilhagem e os despojos de guerra eram tentações mais fortes do que a expansão imperial, e várias regiões foram invadidas repetidamente para reforçar os cofres da nobreza franca.  A cavalaria dominava os campos de batalha e, embora os altos custos associados ao equipamento de cavalos e cavaleiros ajudassem a limitar o seu número, os exércitos carolíngios mantinham um tamanho médio de 20.000 homens durante os tempos de paz, recrutando infantaria de territórios imperiais próximos dos teatros de operações, aumentando ainda mais com os recrutamentos solicitados em caso de guerra. O Império durou de 800 a 843, quando, seguindo a tradição franca, foi dividido entre os filhos de Luís, o Piedoso, pelo Tratado de Verdun.

## Idade Média

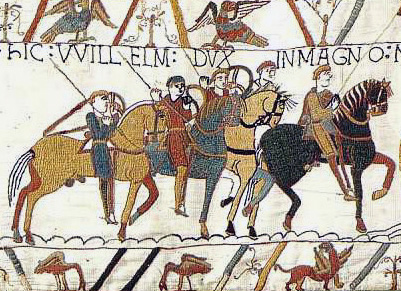
Uma seção da Tapeçaria de Bayeux narrando a vitória normanda em Hastings.

A história militar durante esse período foi paralela à ascensão e eventual queda do cavaleiro blindado. Após Carlos Magno e o colapso do Império Franco devido à guerra civil e às incessantes incursões Vikings, os exércitos de infantaria, maiores e mais difíceis de manter em termos logísticos, foram abandonados em favor da cavalaria complementada por uma melhoria na armadura: couro e aço, capacetes de aço, cotas de malha e até mesmo armaduras completas adicionadas às capacidades defensivas das forças montadas. Uma força de cavalaria de elite, menor e mais móvel, rapidamente cresceu e se tornou o componente mais importante dos exércitos dentro dos territórios franceses e da maior parte do resto da Europa,  com a sua carga de choque se tornando a tática padrão no campo de batalha quando foi inventada no século XI. Ao mesmo tempo, o desenvolvimento de técnicas agrícolas permitiu que as nações da Europa Ocidental aumentassem radicalmente a produção de alimentos, facilitando o crescimento de uma aristocracia particularmente grande sob a França Capetiana. A ascensão dos castelos, que começou na França durante o século X, foi causada em parte pela incapacidade das autoridades centralizadas de controlar esses duques e aristocratas emergentes. Embora todos os vassalos e cavaleiros fossem, em teoria, obrigados a lutar por seu soberano quando convocados, esse período foi marcado por muitos senhores feudais locais e regionais usando os cavaleiros e conscritos recrutados abaixo deles para lutar entre si, muitas vezes em desafio ou mesmo em rebelião aberta contra seu soberano. Após campanhas concebidas para pilhagem, ataque e defesa, os castelos tornaram-se a característica dominante da guerra medieval.

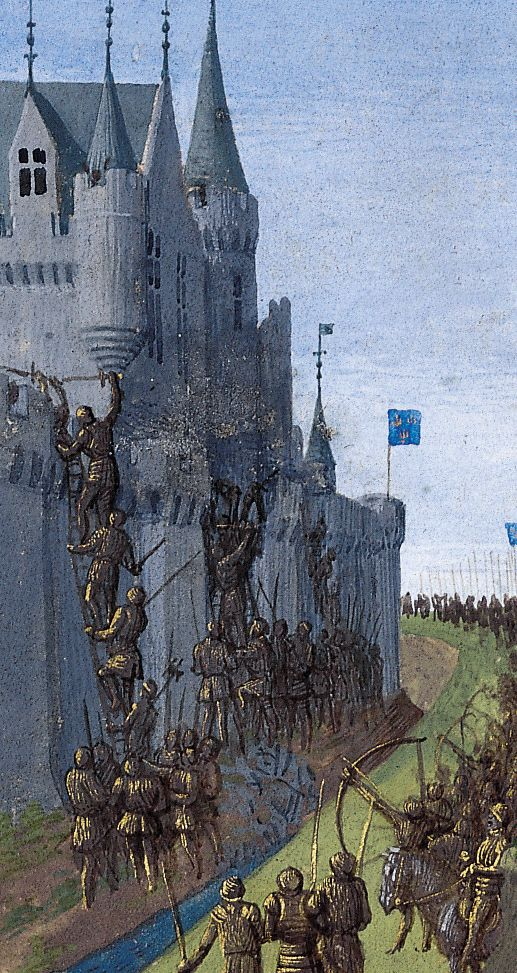
Os castelos eram as estruturas defensivas mais importantes durante a Idade Média, tornando-os um alvo valioso para qualquer exército invasor.

Durante as Cruzadas, havia de fato muitos cavaleiros armados na França para a terra sustentar. Alguns estudiosos acreditam que uma das forças motrizes por trás das Cruzadas foi uma tentativa desses cavaleiros sem terra de encontrar terras no exterior, sem causar o tipo de guerra interna que prejudicaria amplamente a crescente força militar da França. Entretanto, esse trabalho historiográfico sobre as Cruzadas está sendo desafiado e rejeitado por grande parte da comunidade histórica. A motivação ou motivações finais de qualquer indivíduo são difíceis de saber, mas, independentemente disso, nobres e cavaleiros da França geralmente formavam contingentes muito consideráveis de expedições cruzadas. Os cruzados eram tão predominantemente franceses que a palavra "cruzado" na língua árabe é simplesmente conhecida como Al-Franj ou "Os Francos" e o francês antigo tornou-se a língua franca do Reino de Jerusalém.

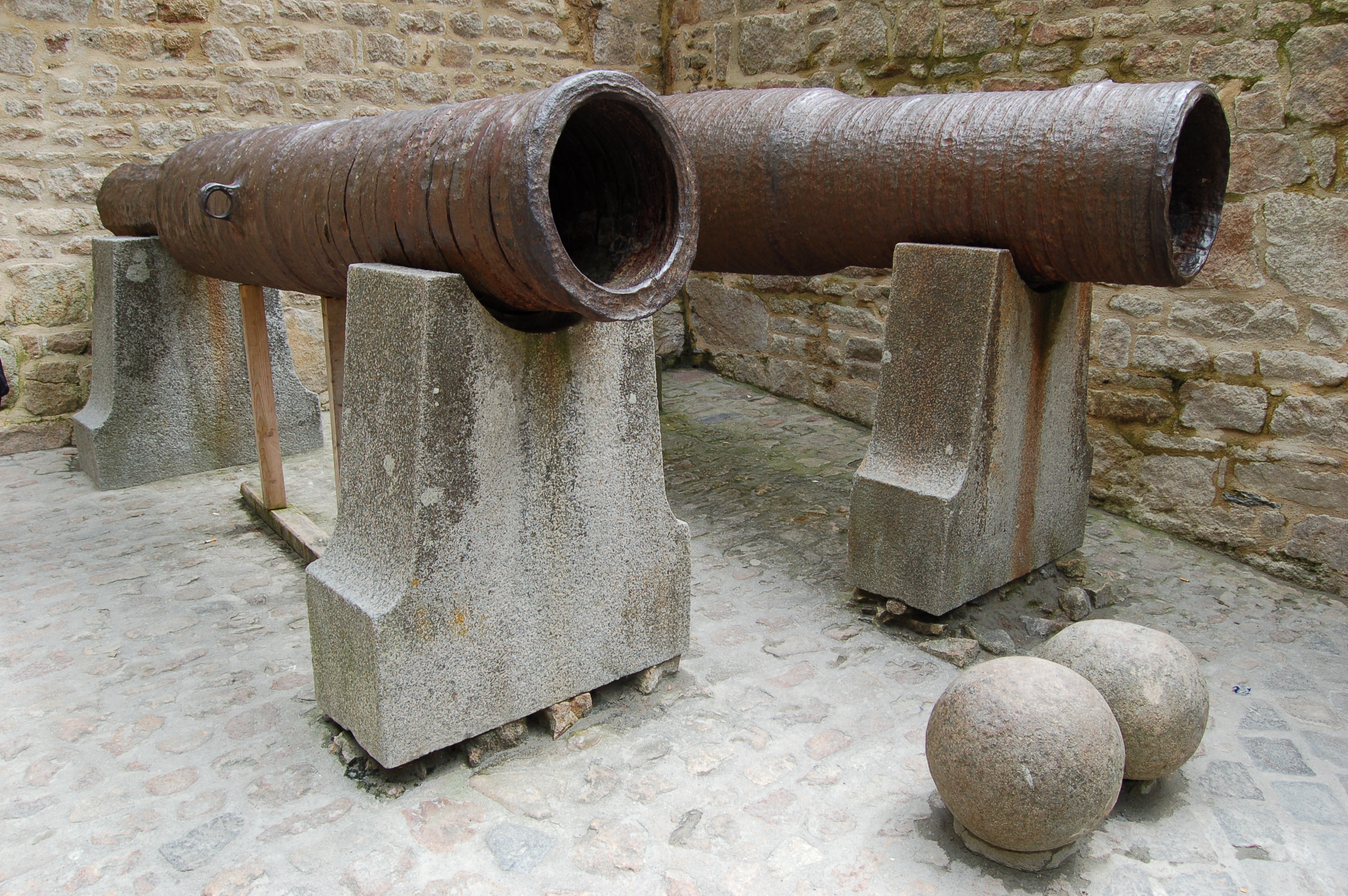
O advento da artilharia, como estas bombardas no Monte Saint-Michel, mudou muito as técnicas de guerra no final da Idade Média.

No século XI, os cavaleiros franceses usavam cotas de malha na altura dos joelhos e carregavam lanças e espadas longas. Os cavaleiros normandos presentes na Batalha de Hastings eram mais do que páreos para as forças inglesas, e sua vitória simplesmente consolidou seu poder e influência. Entre 1202 e 1343, a França reduziu as possessões da Inglaterra no continente a algumas pequenas províncias por meio de uma série de conflitos, incluindo a Campanha de Bouvines (1202-1214), a Guerra de Saintonge (1242) e a Guerra de Saint-Sardos (1324).
As melhorias na armadura ao longo dos séculos levaram ao estabelecimento da armadura de placas no século XIV, que foi desenvolvida de forma mais rigorosa no século XV.  Entretanto, no final do século XIV e início do século XV, calamidades socioeconômicas como a Peste Negra e crises políticas como a revolta camponesa de Jacquerie e, especialmente, a Guerra Civil Armagnac-Borgonha, combinadas com inúmeras invasões inglesas, levaram ao declínio do poder militar francês durante as duas primeiras fases da Guerra dos Cem Anos. Novas armas, incluindo artilharia, e táticas aparentemente fizeram do cavaleiro mais um alvo fácil do que uma força de batalha eficaz, mas os arqueiros de arco longo, frequentemente elogiados, tiveram pouco a ver com o sucesso inglês. A má coordenação ou o terreno acidentado, macio e lamacento levaram a uma série de ataques franceses desastrosos.  O massacre de cavaleiros na Batalha de Agincourt exemplificou melhor essa carnificina. Os franceses conseguiram reunir um exército de homens de armas muito maior do que seus colegas ingleses, que tinham muitos arqueiros. Apesar disso, os franceses sofreram cerca de 6.000 baixas  em comparação com algumas centenas dos ingleses, porque o terreno estreito impediu os envolvimentos táticos previstos nos planos franceses para a batalha; os quais foram recentemente descobertos. Os franceses sofreram uma derrota semelhante na Batalha das Esporas Douradas contra a milícia flamenga em 1302. No entanto, quando os cavaleiros tinham permissão para efetivamente posicionar-se e atacar seus oponentes em campo aberto, eles podiam ser mais úteis, como em Cassel em 1328 ou, ainda mais decisivamente, em Bouvines em 1214 e Patay em 1429.
As concepções populares da terceira e última fase da Guerra dos Cem Anos são frequentemente dominadas pelos feitos de Joana d'Arc, mas o ressurgimento francês foi enraizado em múltiplos fatores. Um passo importante foi dado pelo Rei Carlos VII, que criou as Compagnies d'ordonnance — unidades de cavalaria com 20 companhias de 600 homens cada — e lançou o primeiro exército permanente para um Estado dinástico no mundo ocidental.  As Companhias deram aos franceses uma vantagem considerável em profissionalismo e disciplina, sendo compostas por soldados profissionais pagos em tempo integral, numa época em que as lealdades dos cavaleiros aristocráticos frequentemente mudavam para o lado oposto. Fortes contra-ataques franceses mudaram o rumo da guerra. As importantes vitórias de Orléans, Patay, Formigny e Castillon permitiram aos franceses reconquistar todos os territórios continentais ingleses, exceto Calais, que mais tarde foi capturada pelos franceses.
O equipamento dos sargentos franceses medievais era baseado em suas propriedades: 
| Valor da propriedade | Equipamento militar                                   |
| -------------------- | ----------------------------------------------------- |
| L60+                 | Cota de malha, capacete, espada, faca, lança e escudo |
| L30+                 | Gambeson, espada, faca, lança e escudo                |
| L10+                 | Capacete, espada, faca, lança e escudo                |
| L10<                 | Arco, flechas e faca                                  |

## Ancien Régime

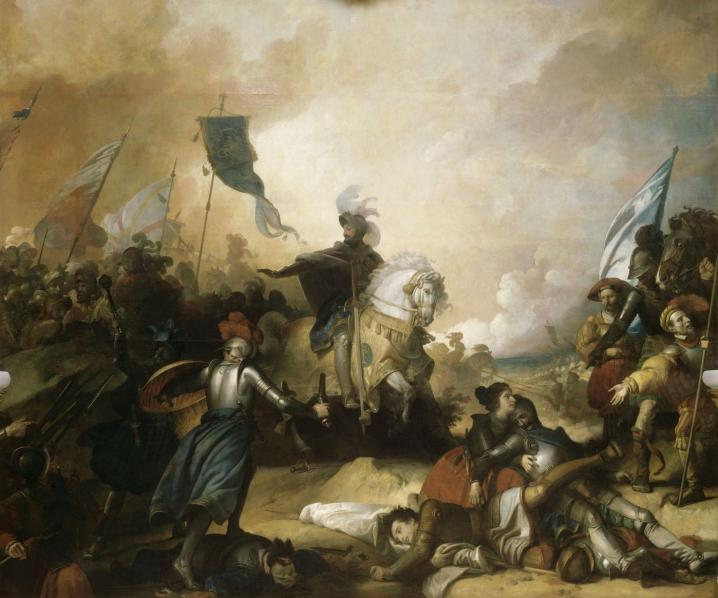
Francisco I na Batalha de Marignan (1515).

O Renascimento francês e o início do Ancien Régime, normalmente marcados pelo reinado de Francisco I, viram a nação se tornar muito mais unificada sob o monarca. O poder dos nobres diminuiu quando um exército nacional foi criado. Com a Inglaterra expulsa do continente e sendo consumida pela Guerra das Rosas, o principal rival da França era o Sacro Império Romano. Essa ameaça à França tornou-se alarmante em 1516, quando Carlos V se tornou rei da Espanha, e piorou quando Carlos também foi eleito Sacro Imperador Romano em 1519. A França estava praticamente cercada, pois a Alemanha, a Espanha e os Países Baixos eram controlados pelos Habsburgos. As longas Guerras Italianas que ocorreram durante esse período acabaram resultando na derrota da França e estabeleceram a Espanha Católica, que formou um ramo das possessões dos Habsburgos, como a nação mais poderosa da Europa, com seus temidos tercios dominando o campo de batalha europeu até a Guerra dos Trinta Anos. Mais tarde, no século XVI, a França foi enfraquecida internamente pelas Guerras Religiosas. À medida que os nobres conseguiam criar os seus próprios exércitos privados, estes conflitos entre huguenotes e católicos praticamente destruíram a centralização e a autoridade monárquica, impedindo a França de continuar a ser uma força poderosa nos assuntos europeus. No campo de batalha, os conflitos religiosos destacaram a influência dos gendarmes, unidades de cavalaria pesada que constituíam a maioria dos cavaleiros vinculados aos principais exércitos de campanha. O orgulho da cavalaria real, as companhias de gendarmes eram frequentemente anexadas ao exército real principal na esperança de infligir uma derrota decisiva às forças huguenotes, embora destacamentos secundários também fossem usados para patrulhar e interceptar tropas inimigas.

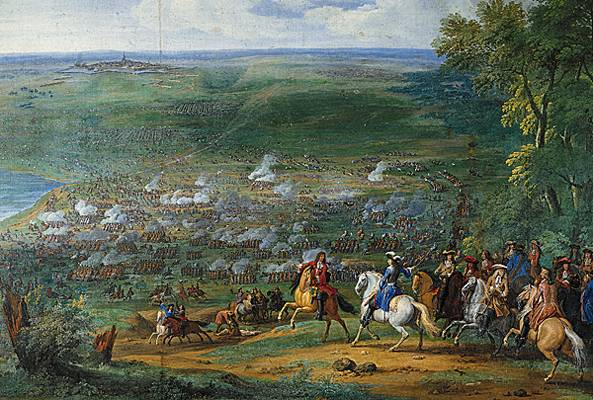
A Batalha de Rocroi em 1643.

Após as Guerras Religiosas, a França pouco pôde fazer para desafiar o domínio do Sacro Império Romano, embora o próprio império enfrentasse vários problemas. Do leste, enfrentava uma guerra intensa contra o Império Otomano, com o qual a França formou uma aliança. O vasto império dos Habsburgos também se mostrou impossível de administrar efetivamente, e a coroa logo foi dividida entre as possessões espanhola e austríaca. Em 1568, os holandeses declararam independência, iniciando uma guerra que duraria décadas e ilustraria as fraquezas do poder dos Habsburgos. No século XVII, a violência religiosa que havia assolado a França um século antes começou a destruir o império. No início, a França ficou à margem, mas, sob o comando do Cardeal Richelieu, viu uma oportunidade de promover seus próprios interesses às custas dos Habsburgos. Apesar do catolicismo convicto da França, ela interveio ao lado dos protestantes. A Guerra dos Trinta Anos foi longa e extremamente sangrenta, mas a França e seus aliados saíram vitoriosos, sob a liderança dos lendários comandantes Condé e Turenne, iniciando uma longa linhagem de marechais franceses inigualáveis que ajudariam a inaugurar uma nova era de estratégia militar. Após a vitória, a França emergiu como a única potência europeia dominante sob o reinado de Luís XIV. Paralelamente, exploradores franceses, como Jacques Cartier ou Samuel de Champlain, reivindicaram terras na América para a França, abrindo caminho para a expansão do império colonial francês.

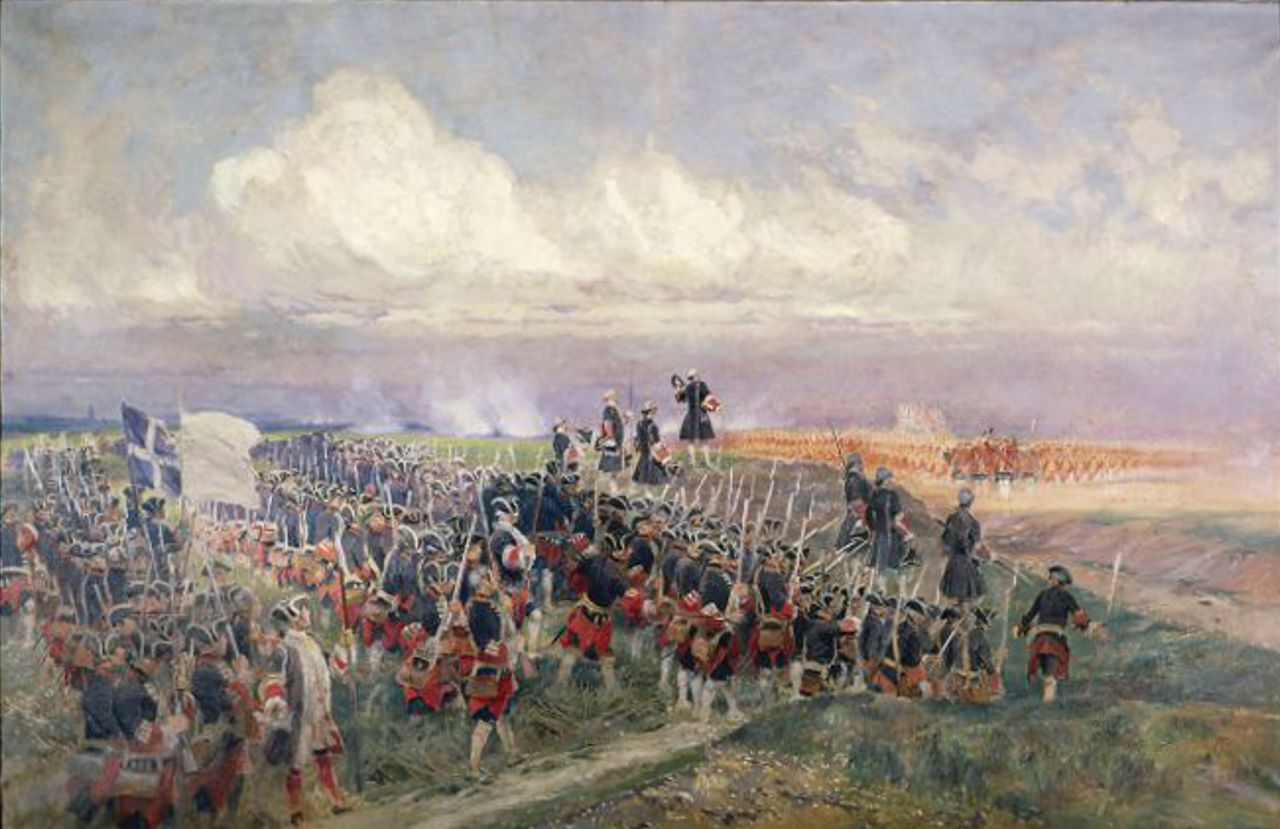
A Batalha de Fontenoy (1745), durante a Guerra da Sucessão Austríaca.

O longo reinado de Luís XIV viu uma série de conflitos: a Guerra da Devolução, a Guerra Franco-Holandesa, a Guerra das Reuniões, a Guerra dos Nove Anos e a Guerra da Sucessão Espanhola. Poucas dessas guerras foram vitórias claras ou derrotas definitivas, mas as fronteiras francesas se expandiram constantemente de qualquer maneira. A margem oeste do Reno, grande parte dos Países Baixos espanhóis e boa parte de Luxemburgo foram anexadas enquanto a Guerra da Sucessão Espanhola viu o neto de Luís ser colocado no trono da Espanha. A situação estratégica francesa, no entanto, mudou decisivamente com a Revolução Gloriosa na Inglaterra, que substituiu um rei pró-francês por um inimigo de Luís, o holandês Guilherme de Orange. Após um período de dois séculos testemunhando apenas raras hostilidades com a França, a Inglaterra tornou-se novamente um inimigo consistente, e permaneceu assim até o século XIX. Para impedir os avanços franceses, a Inglaterra formou coalizões com várias outras potências europeias, principalmente os Habsburgos. Enquanto esses exércitos enfrentavam dificuldades contra os franceses em terra, a Marinha Real britânica dominava os mares, e a França perdeu muitas de suas colônias. A economia britânica também se tornou a mais poderosa da Europa, e o dinheiro britânico financiou as campanhas de seus aliados continentais.

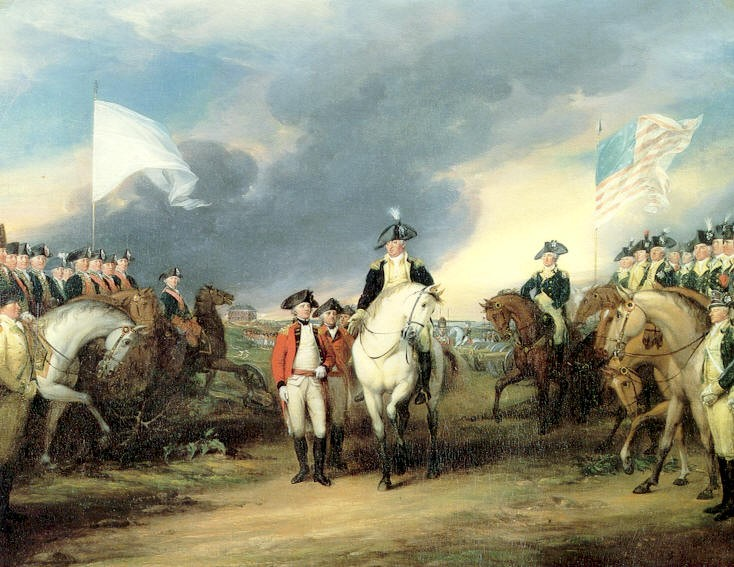
Rendição de Lord Cornwallis às tropas francesas (esquerda) e americanas (direita), em Yorktown (1781).

As guerras desta época consistiam principalmente em cercos e movimentos que raramente eram decisivos, levando o engenheiro militar francês Vauban a projetar uma intrincada rede de fortificações para a defesa da França. Os exércitos de Luís XIV estiveram dentre os mais impressionantes da história francesa, e sua qualidade refletiu desenvolvimentos militares e políticos. Em meados do século XVII, o poder real reafirmou-se e o exército tornou-se uma ferramenta através da qual o rei podia exercer autoridade, substituindo os antigos sistemas de unidades mercenárias e as forças privadas de nobres recalcitrantes.  A administração militar também fez progressos gigantescos, uma vez que o fornecimento de alimentos, vestuário, equipamento e armamento foi feito com uma regularidade nunca antes igualada. Na verdade, os franceses incorporaram esta padronização ao tornarem-se o primeiro exército a dar aos seus soldados uniformes nacionais nas décadas de 1680 e 1690.
No século XVIII, a França continuou sendo a potência dominante na Europa, mas começou a fraquejar em grande parte devido a problemas internos. O país se envolveu em uma longa série de guerras, como a Guerra da Quádrupla Aliança, a Guerra da Sucessão Polonesa e a Guerra da Sucessão Austríaca, mas esses conflitos trouxeram pouco benefício à França. Enquanto isso, o poder da Grã-Bretanha aumentava constantemente, e uma nova força, a Prússia, tornou-se uma grande ameaça. Esta mudança no equilíbrio de poder levou à Revolução Diplomática de 1756, quando a França e os Habsburgos forjaram uma aliança após séculos de animosidade. Essa aliança se mostrou pouco eficaz na Guerra dos Sete Anos, mas na Guerra da Independência dos Estados Unidos, os franceses ajudaram a infligir uma grande derrota aos britânicos.

## França revolucionária

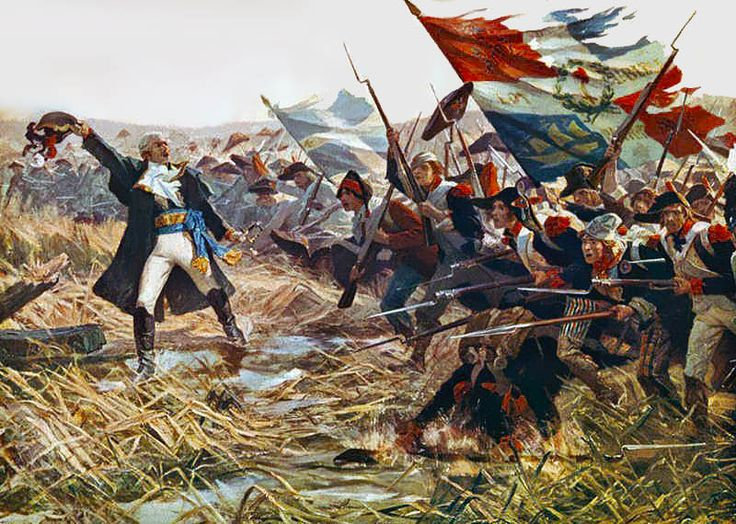
Os exércitos da Revolução em Jemappes em 1792. Com caos interno e inimigos nas fronteiras, os franceses estavam nervosos em 1792. Em 1797, porém, eles exportaram sua ideologia (e o exército que a seguiu) para os Países Baixos e o norte de Itália.

A Revolução Francesa, fiel ao seu nome, revolucionou quase todos os aspectos da vida francesa e europeia. As poderosas forças sociopolíticas desencadeadas por um povo que buscava liberdade, igualdade e fraternidade garantiram que nem mesmo a guerra fosse poupada dessa convulsão. Os exércitos do século XVIII — com seus protocolos rígidos, estratégia operacional estática, soldados pouco entusiasmados e classes de oficiais aristocráticos — passaram por uma grande remodelação à medida que a monarquia e a nobreza francesas deram lugar a assembleias liberais obcecadas com ameaças externas. As mudanças fundamentais na guerra que ocorreram durante o período levaram os estudiosos a identificar a era como o início da "guerra moderna".
Em 1791, a Assembleia Legislativa aprovou a legislação "Manual de Ordem Unida", implementando uma série de doutrinas de infantaria criadas por teóricos franceses devido à sua derrota pelos prussianos na Guerra dos Sete Anos. Os novos desenvolvimentos esperavam explorar a bravura intrínseca do soldado francês, tornada ainda mais poderosa pelas explosivas forças nacionalistas da Revolução. As mudanças também depositaram uma fé no soldado comum que seria completamente inaceitável em épocas anteriores; esperava-se que as tropas francesas perseguissem o inimigo e permanecessem leais o suficiente para não desertar, um benefício que outros exércitos do Antigo Regime não tinham. Após a declaração de guerra em 1792, uma série de inimigos convergindo para as fronteiras francesas levou o governo de Paris a adotar medidas radicais. O 23 de agosto de 1793 se tornaria um dia histórico na história militar: naquela data, a Convenção Nacional convocou uma levée en masse, ou recrutamento em massa, pela primeira vez na história da humanidade. No verão do ano seguinte, o recrutamento tornou disponíveis para o serviço cerca de 500.000 homens e os franceses começaram a desferir golpes aos seus inimigos europeus.

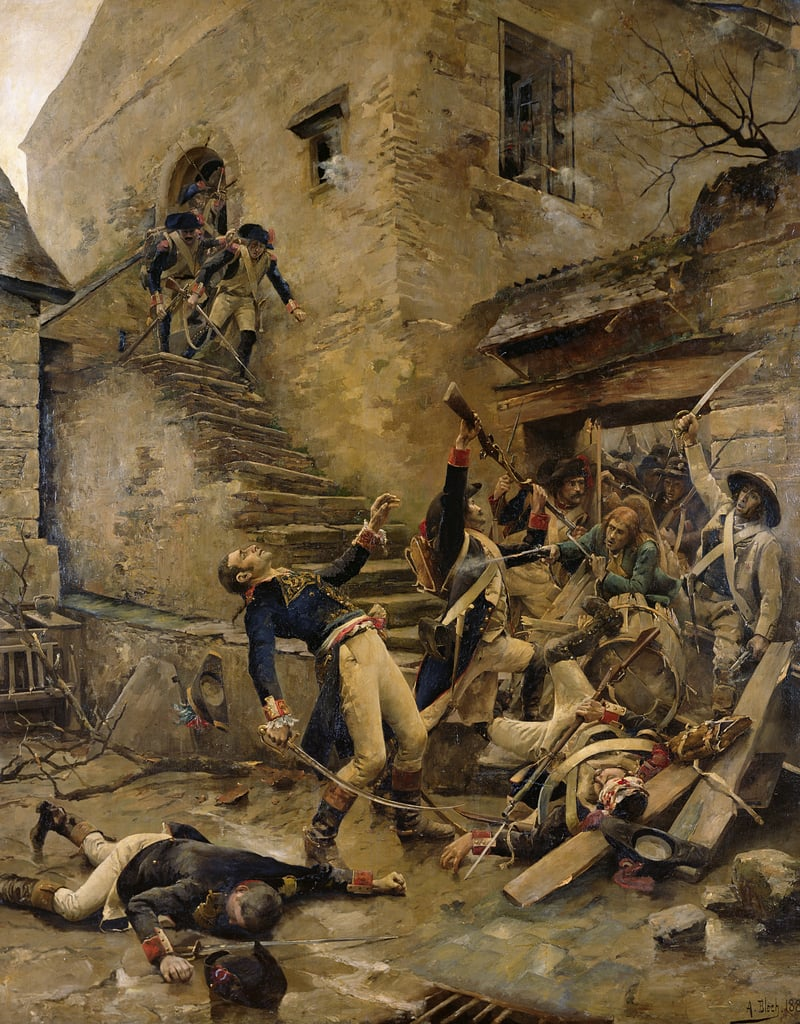
A Batalha de Entrames, um episódio da guerra civil entre republicanos e monarquistas durante as Guerras Revolucionárias Francesas

Os exércitos durante a Revolução tornaram-se visivelmente maiores do que os seus equivalentes do Sacro Império Romano e, combinados com o novo entusiasmo das tropas, as oportunidades táticas e estratégicas tornaram-se profundas. Em 1797, os franceses derrotaram a Primeira Coalizão, ocuparam os Países Baixos, a margem oeste do Reno e o norte da Itália, objetivos que desafiaram as dinastias Valois e Bourbon durante séculos. Insatisfeitas com os resultados, muitas potências europeias formaram uma Segunda Coalizão, mas em 1801 ela também foi derrotada de forma decisiva. Outro aspecto fundamental do sucesso francês foram as mudanças realizadas nas classes de oficiais. Tradicionalmente, os exércitos europeus deixavam as principais posições de comando para aqueles em quem se podia confiar, ou seja, a aristocracia. A natureza agitada da Revolução Francesa, no entanto, destruiu o antigo exército francês, o que significa que novos homens foram necessários para se tornarem oficiais e comandantes.
Além de abrir uma enxurrada de oportunidades táticas e estratégicas, as Guerras Revolucionárias também lançaram as bases para a teoria militar moderna. Autores posteriores que escreveram sobre “nações em armas” inspiraram-se na Revolução Francesa, na qual circunstâncias terríveis aparentemente mobilizaram toda a nação francesa para a guerra e incorporaram o nacionalismo ao tecido da história militar. Embora a realidade da guerra na França de 1795 fosse diferente daquela na França de 1915, as concepções e mentalidades da guerra evoluíram significativamente. Clausewitz analisou corretamente as eras revolucionária e napoleônica para dar à posteridade uma teoria minuciosa e completa da guerra que enfatizava as lutas entre nações que ocorriam em todos os lugares, desde o campo de batalha até as assembleias legislativas e até a própria maneira como as pessoas pensam. A guerra agora emergia como um vasto panorama de forças físicas e psicológicas rumo à vitória ou à derrota.

## França napoleônica

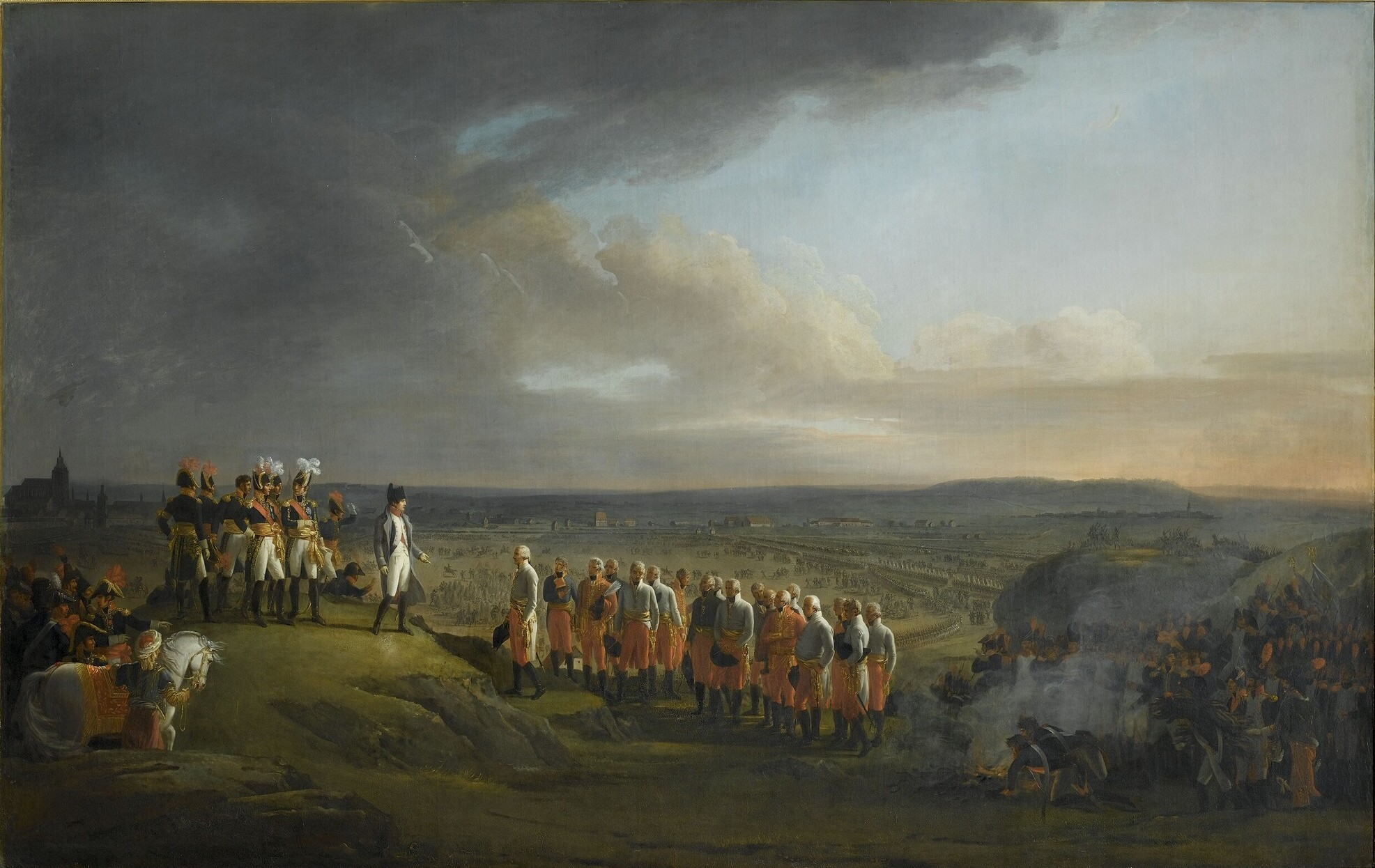
Napoleão e o Grande Armée recebem a rendição do general austríaco Mack após a Batalha de Ulm em outubro de 1805. O final decisivo da Campanha de Ulm elevou o número de soldados austríacos capturados para 60.000. Com o exército austríaco destruído, Viena cairia nas mãos dos franceses em novembro.

A Era Napoleônica viu o poder e a influência franceses atingirem alturas imensas, embora o período de dominação tenha sido relativamente breve. No século e meio que precedeu a Era Revolucionária, a França transformou a influência demográfica em peso militar e político; a população francesa era de 19 milhões em 1700,  mas cresceu para mais de 29 milhões em 1800, muito mais do que a da maioria das outras potências europeias. Esses números permitiram que a França reunisse exércitos em ritmo acelerado, caso necessário. Além disso, as inovações militares realizadas durante a Revolução e o Consulado, evidenciadas por melhorias nas capacidades de artilharia e cavalaria, além de uma melhor organização do exército e do Estado-Maior, deram ao exército francês uma vantagem decisiva nos estágios iniciais das Guerras Napoleônicas. Outro ingrediente do sucesso foi o próprio Napoleão Bonaparte: inteligente, carismático e um gênio militar, Napoleão absorveu as últimas teorias militares da época e as aplicou no campo de batalha com efeitos mortíferos.

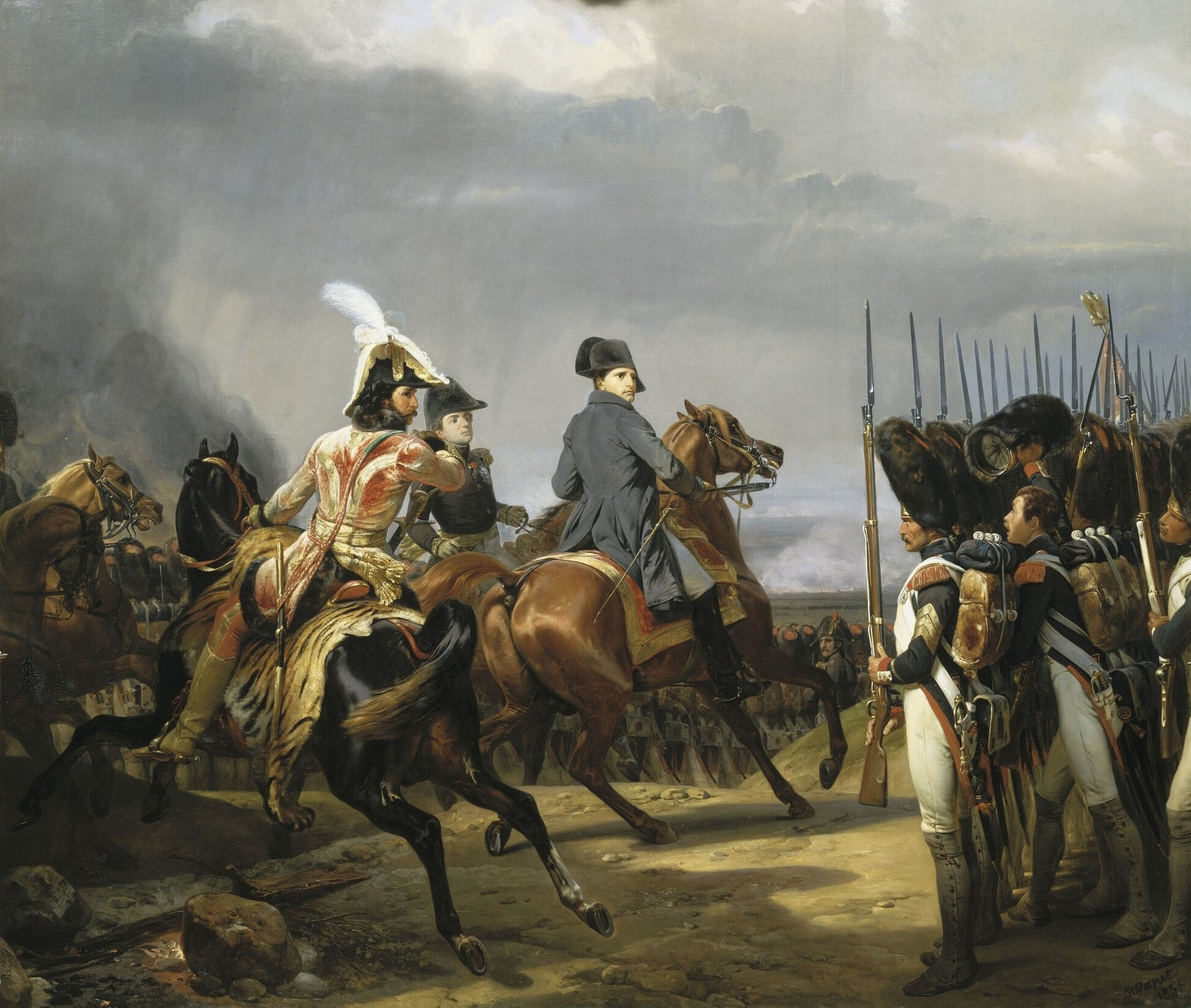
A Batalha de Jena por Horace Vernet. Napoleão I na Batalha de Jena (1806) que levou à ocupação da Prússia.

Napoleão herdou um exército baseado no recrutamento obrigatório e que utilizava enormes massas de tropas mal-treinadas, que normalmente podiam ser facilmente substituídas. Em 1805, o Exército Francês era uma força verdadeiramente letal, com muitos em suas fileiras veteranos das Guerras Revolucionárias Francesas. Dois anos de treinamento constante para uma invasão à Inglaterra ajudaram a construir um exército bem treinado e bem liderado. A Guarda Imperial serviu de exemplo para o resto do exército e era formada pelos melhores soldados escolhidos a dedo por Napoleão. As enormes perdas sofridas por Napoleão durante a desastrosa campanha da Rússia teriam destruído qualquer comandante profissional da época, mas essas perdas foram rapidamente substituídas por novos recrutas. Depois de Napoleão, as nações planejaram grandes exércitos com liderança profissional e um fornecimento constante de novos soldados, o que teve enormes custos humanos quando armas aprimoradas - como o mosquete raiado - substituíram os mosquetes imprecisos da época de Napoleão durante a Guerra Civil Americana.

Império Francês, 1811. O Império Francês está em verde escuro, enquanto o "Grande Império" inclui Estados satélites e áreas sob controle militar francês (verde claro).

Esse tamanho grande teve um custo, pois a logística de alimentar um exército enorme os tornou especialmente dependentes de suprimentos. A maioria dos exércitos da época dependia do sistema de comboios de suprimentos estabelecido durante a Guerra dos Trinta Anos por Gustavo Adolfo. Essa mobilidade era limitada, já que os soldados tinham que esperar pelos comboios, mas impedia que tropas possivelmente amotinadas desertassem, ajudando assim a preservar a compostura do exército. No entanto, os exércitos de Napoleão eram tão grandes que alimentá-los usando o método antigo se mostrou ineficaz e, consequentemente, as tropas francesas foram autorizadas a viver da terra. Infundido com novos conceitos de nação e serviço. Napoleão frequentemente tentava travar campanhas rápidas e decisivas para que pudesse permitir que seus homens vivessem da terra. O exército francês utilizou um sistema de comboio, mas ele era abastecido com alimentos para poucos dias; esperava-se que as tropas de Napoleão marchassem rapidamente, impusessem uma decisão no campo de batalha e depois se dispersassem para se alimentar. Para a campanha russa, os franceses armazenaram alimentos suficientes para 24 dias antes de iniciar as operações ativas, mas esta campanha foi a exceção, não a regra.
A maior influência de Napoleão na esfera militar foi na condução da guerra. Armas e tecnologia permaneceram praticamente estáticas durante as eras revolucionária e napoleônica, mas a estratégia operacional do século XVIII passou por uma grande reestruturação. Os cercos tornaram-se tão pouco frequentes que quase se tornaram irrelevantes, surgiu uma nova ênfase na destruição dos exércitos inimigos, bem como na sua superação, e as invasões do território inimigo ocorreram em frentes mais amplas, introduzindo assim uma infinidade de oportunidades estratégicas que tornaram as guerras mais dispendiosas e, igualmente importante, mais decisivas. A derrota de uma potência europeia agora significava muito mais do que perder enclaves isolados. Tratados quase cartagineses entrelaçaram esforços nacionais inteiros — sociais, políticos, econômicos e militaristas — em colisões gigantescas que perturbaram severamente as convenções internacionais conforme entendidas na época. O sucesso inicial de Napoleão semeou as sementes de sua queda. Não habituadas a derrotas tão catastróficas no rígido sistema de poder da Europa do século XVIII, muitas nações encontraram dificuldades na existência sob o jugo francês, desencadeando revoltas, guerras e instabilidade geral que assolou o continente até 1815, quando as forças da reação finalmente triunfaram na Batalha de Waterloo.

## Império colonial francês

Mapa do primeiro (verde) e segundo (azul) impérios coloniais franceses

A história do imperialismo colonial francês pode ser dividida em duas grandes eras: a primeira, do início do século XVII a meados do século XVIII, e a segunda, do início do século XIX a meados do século XX. Na primeira fase de expansão, a França concentrou seus esforços principalmente na América do Norte, no Caribe e na Índia, estabelecendo empreendimentos comerciais apoiados pela força militar. Após a derrota na Guerra dos Sete Anos, a França perdeu suas possessões na América do Norte e na Índia, mas conseguiu manter as ricas ilhas caribenhas de Saint-Domingue, Guadalupe e Martinica.
A segunda etapa começou com a conquista da Argélia em 1830, depois com o estabelecimento da Indochina Francesa (abrangendo o atual Vietnã, Laos e Camboja) e uma série de vitórias militares na Partilha da África, onde estabeleceu o controle sobre regiões que cobriam grande parte da África Ocidental, África Central e Magrebe. Em 1914, a França tinha um império que se estendia por mais de 13.000.000m² de terra e cerca de 110 milhões de pessoas. Após a vitória na Primeira Guerra Mundial, o Togo e a maior parte do Camarões também foram adicionados às possessões francesas, e a Síria e o Líbano tornaram-se mandatos franceses. Durante a maior parte do período de 1870 a 1945, a França foi territorialmente a terceira maior nação da Terra, depois da Grã-Bretanha e da Rússia (mais tarde União Soviética), e teve o maior número de possessões ultramarinas depois da Grã-Bretanha. Após a Segunda Guerra Mundial, a França lutou para preservar os territórios franceses, mas acabou perdendo a Primeira Guerra da Indochina (a precursora da Guerra do Vietnã) e concedendo independência à Argélia após uma longa guerra. Hoje, a França ainda mantém vários territórios ultramarinos, mas seu tamanho coletivo é apenas uma sombra do antigo império colonial francês.

## De 1815

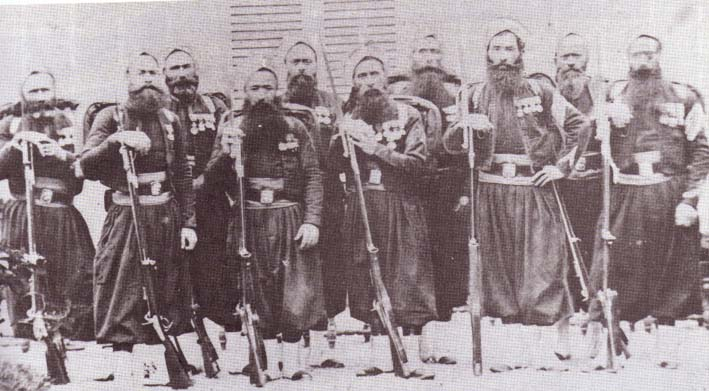
Zuavos franceses durante a Guerra Franco-Austríaca (1859).

Após o exílio de Napoleão, a recém-restaurada monarquia Bourbon ajudou o rei absoluto Bourbon da Espanha a recuperar seu trono durante a intervenção francesa na Espanha em 1823. Para restaurar o prestígio da monarquia francesa, disputado pela Revolução e pelo Primeiro Império, Carlos X empreendeu a conquista militar da Argélia em 1830. Isso marcou o início de uma nova expansão do império colonial francês ao longo do século XIX. Naquele século, a França continuou sendo uma grande força nos assuntos continentais. Após a Revolução de Julho de 1830, o rei liberal Luís Filipe I apoiou vitoriosamente os liberais espanhóis e belgas em 1831. Mais tarde, os franceses infligiram uma derrota aos Habsburgos na Guerra Franco-Austríaca de 1859, uma vitória que levou à unificação da Itália em 1861, após terem triunfado sobre a Rússia com outros aliados na Guerra da Crimeia de 1854-56. Prejudicialmente, porém, o exército francês emergiu dessas vitórias num estado excessivamente confiante e complacente. A derrota da França na Guerra Franco-Prussiana levou à perda da Alsácia-Lorena e à criação de um Império Alemão unido, ambos os resultados representando grandes fracassos na política externa francesa de longo prazo e desencadeando um revanchismo vingativo e nacionalista destinado a reconquistar antigos territórios. O Caso Dreyfus, contudo, atenuou estas tendências nacionalistas ao suscitar o ceticismo público quanto à competência dos militares.

### Primeira Guerra Mundial

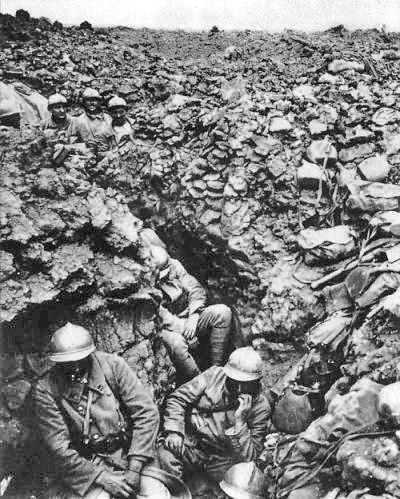
Soldados franceses em uma trincheira, durante a Batalha de Verdun (1916).

Na Primeira Guerra Mundial, os franceses, com seus aliados, conseguiram manter a frente ocidental e contra-atacar na frente oriental e nas colônias até a derrota final das Potências Centrais e seus aliados. Após grandes conflitos como a Batalha das Fronteiras, a Primeira Batalha do Marne, a Batalha de Verdun e a Segunda Batalha do Aisne — a última resultando em tremenda perda de vidas e motim dentro do exército — os franceses provaram ser uma força de combate coesa o suficiente para contra-atacar e derrotar os alemães na Segunda Batalha do Marne, a primeira do que se tornaria uma série de vitórias aliadas que encerraram a guerra. O Tratado de Versalhes eventualmente devolveu a Alsácia-Lorena à França. As perdas militares, civis e materiais francesas durante a Primeira Guerra Mundial foram enormes. Com mais de 1,3 milhão de mortes militares e mais de 4,6 milhões de feridos, a França sofreu a segunda maior perda aliada, depois da Rússia. Como resultado, a França foi inflexível quanto ao pagamento de reparações pela Alemanha. A falha organizada da República de Weimar em pagar reparações levou à ocupação do Ruhr pelas forças francesas e belgas.

### Segunda Guerra Mundial

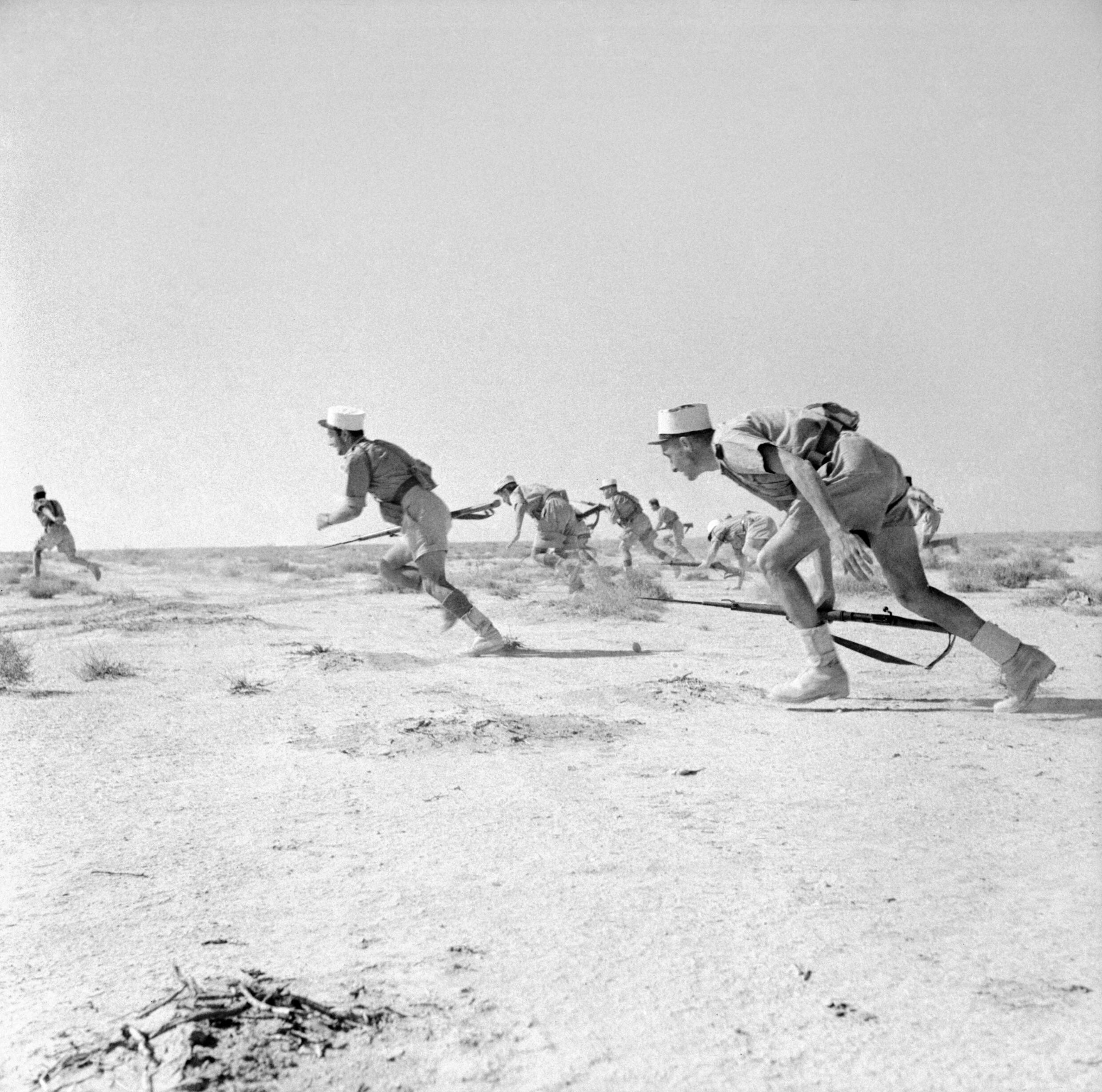
Legionários estrangeiros franceses livres na Batalha de Bir Hakeim (1942).

Uma variedade de fatores — desde uma base industrial menor até baixo crescimento populacional e doutrinas militares obsoletas — prejudicaram o esforço francês no início da Segunda Guerra Mundial. Os alemães venceram a Batalha da França em 1940, apesar dos franceses geralmente terem aviões e tanques melhores que seus oponentes, enquanto faltava armamento moderno para a infantaria. O principal problema, no entanto, era a doutrina inexistente de sincronizar os tanques ao lado do avião, já que os tanques não eram usados como força primária, mas sim como apoio à infantaria, sem planejar uma proteção antiaérea para eles. Seu uso como força primária ocorreu em ocasiões muito raras, quando comandados por Charles de Gaulle, por exemplo, apenas um de tripulação de tanques, comandante de divisão blindada na época de 1940. Antes da Batalha de França, havia sentimentos entre muitos soldados aliados, franceses e britânicos, de repetição inútil; eles viam a guerra com pavor, pois já tinham derrotado os alemães uma vez, e as imagens daquele primeiro grande conflito ainda eram pungentes nos círculos militares. Os custos da Primeira Guerra Mundial, juntamente com a doutrina agora obsoleta empregada pelo Exército Francês forçaram os franceses a buscar medidas mais defensivas: enquanto os alemães desenvolviam uma doutrina que enfatizava a iniciativa de comandantes juniores e combinava diferentes armas, os franceses buscavam minimizar as baixas por meio de um tipo de batalha rigorosamente controlado ("Batalha Conduzida") e uma estrutura de comando de cima para baixo. A Linha Maginot foi o resultado destas deliberações: os franceses inicialmente destinaram três bilhões de francos para o projeto, mas em 1935 já tinham sido gastos sete bilhões. A Linha Maginot conseguiu conter o ataque alemão. No entanto, enquanto os franceses pensavam que o peso principal do ataque alemão chegaria através da Bélgica central, e consequentemente mobilizaram as suas forças ali, o ataque ocorreu na verdade mais a sul, na floresta das Ardenas. A Terceira República entrou em colapso no conflito que se seguiu.

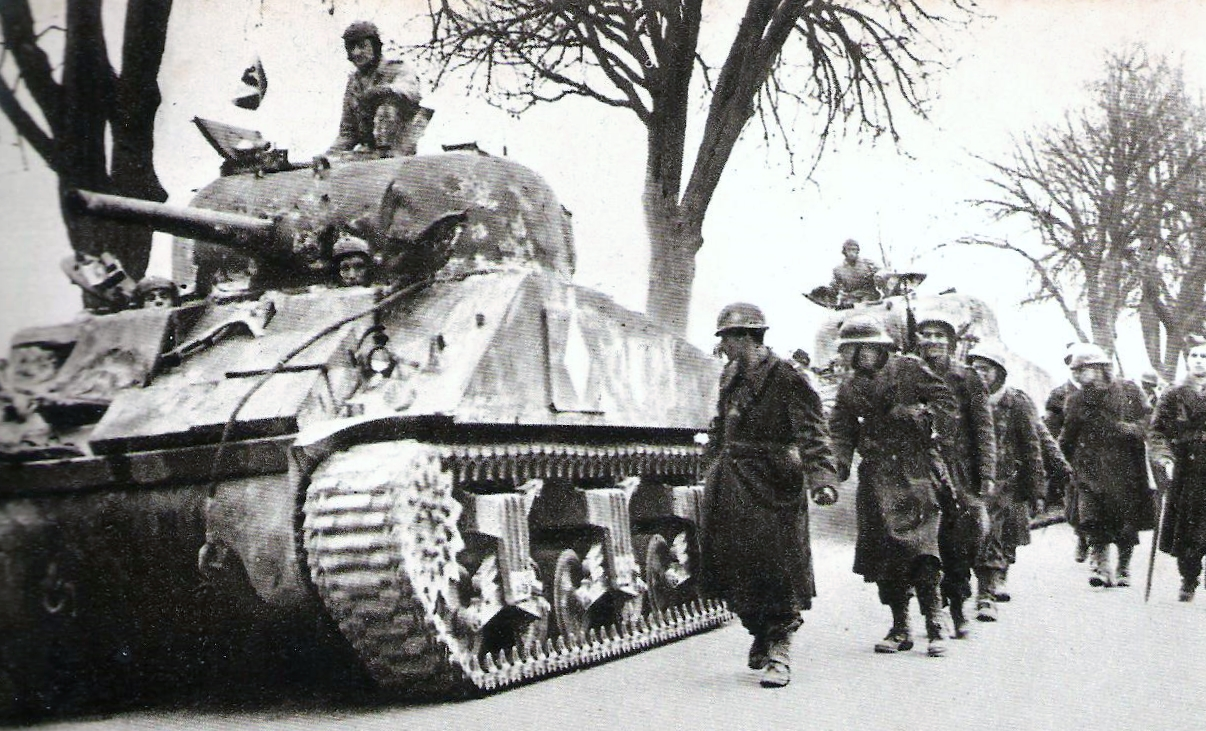
As forças francesas avançam no Bolsão de Colmar, 1945

Após a derrota, a França de Vichy cooperou com as potências do Eixo até 1944. Charles de Gaulle exortou o povo francês a se juntar aos exércitos aliados, enquanto as forças francesas de Vichy participaram de ações diretas contra as forças aliadas, causando baixas em alguns casos.
Os desembarques na Normandia naquele ano foram o primeiro passo para a eventual libertação da França. As Forças Francesas Livres, sob o comando do General de Gaulle, participaram amplamente de campanhas anteriores, e seu grande tamanho as tornou notáveis no final da guerra. Já no inverno de 1943, a França Livre contava com cerca de 260.000 soldados, e estes números só aumentaram à medida que a guerra avançava. A Resistência Francesa também teve uma contribuição significativa, participando ativamente da libertação da França. No final da guerra, a França recebeu uma das quatro zonas de ocupação na Alemanha, em Berlim e na Áustria.

### Guerra pós-1945

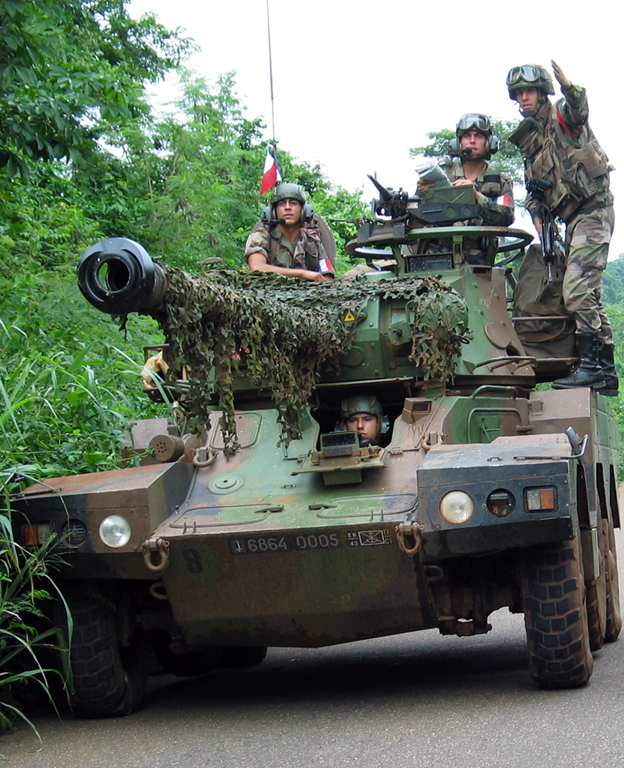
Um ERC 90 Sagaie do 1º Regimento de Hussardos Paraquedistas na Costa do Marfim em 2003.

Após a guerra de 1939-45, a descolonização se espalhou pelos antigos impérios europeus.
Após a Primeira Guerra da Indochina, eles se retiraram do Vietnã, Laos e Camboja. Os militares também tentaram manter o controle da Argélia durante a Guerra da Argélia, quando as forças francesas tentaram derrotar os rebeldes argelinos da Frente de Libertação Nacional. Apesar da vitória militar, a França concedeu a independência aos argelinos com os Acordos de Évian. A Argélia francesa era o lar de mais de um milhão de colonos (conhecidos como Pieds-noirs), e a decisão de Charles de Gaulle de conceder independência à Argélia quase levou a uma guerra civil, apoiada por várias facções pied-noirs, harkis e nacionalistas, incluindo a FAF e a OAS. Relacionado e durante a Guerra da Argélia, a França participou da Crise de Suez com Israel e o Reino Unido.
Em 1960, a França havia perdido sua influência militar direta sobre todas as suas antigas colônias na África e na Indochina. No entanto, várias colônias no Pacífico, Caribe, Oceanos Índico e América do Sul permanecem como território francês até hoje e a França manteve uma forma de influência política indireta na África, coloquialmente conhecida como Françafrique.
Como presidente da República Francesa, Charles de Gaulle supervisionou o desenvolvimento de armas atômicas francesas e promoveu uma política externa independente da influência dos Estados Unidos. Ele também retirou a França do comando militar da OTAN em 1966, embora permanecesse membro da aliança ocidental. O efeito da retirada foi reduzido pela cooperação contínua entre os militares franceses e a NATO, embora a França não tenha regressado formalmente ao comando militar da OTAN até 2009.
A França interveio em vários conflitos pós-coloniais, apoiando antigas colônias (Guerra do Saara Ocidental, Shaba II, conflito Chade-Líbia e Guerra Civil do Djibuti), missões de manutenção da paz da OTAN em países devastados pela guerra (UNPROFOR, KFOR e UNAMIR) e muitas missões humanitárias.
Como potência nuclear e tendo uma das forças mais bem treinadas e equipadas do mundo, as Forças Armadas Francesas agora atingiram alguns de seus principais objetivos, que são a defesa do território nacional, a proteção dos interesses franceses no exterior e a manutenção da estabilidade global. Os conflitos indicativos destes objetivos são a Guerra do Golfo em 1991 — quando a França enviou 18.000 tropas, 60 aviões de combate, 120 helicópteros e 40 tanques principais — e a Missão Héraclès na Guerra do Afeganistão, juntamente com as recentes intervenções na África.
As intervenções africanas no início do século XXI incluem ações de manutenção da paz na Costa do Marfim, que envolveram breves combates diretos entre os exércitos francês e marfinense em 2004; sob o mandato de Nicolas Sarkozy, as forças francesas retornaram à Costa do Marfim em 2011 para remover o presidente marfinense. No mesmo ano, a França desempenhou um papel fundamental na intervenção militar de 2011 na Líbia contra Muammar Gaddafi. No ano seguinte, a França interveio no Mali durante a guerra civil do país, quando militantes islâmicos pareciam ameaçar o sul após tomarem o controle do norte árido. Mudanças no governo da França, incluindo a chegada do socialista François Hollande à presidência em 2012, após anos de governança de centro-direita, pouco fizeram para alterar a política externa de Paris na África.
Hollande também propôs o envolvimento militar francês na Guerra Civil Síria na sequência de ataques químicos que os relatórios dos serviços secretos franceses associaram às forças do presidente Bashar al-Assad em meados de 2013.
A França incentivou a cooperação militar em nível da União Europeia (UE), começando com a formação da Brigada Franco-Alemã em 1987 e do Eurocorps em 1992, com sede em Estrasburgo. Em 2009, um batalhão de infantaria leve alemã foi transferido para a Alsácia, a primeira vez que tropas alemãs foram estacionadas na França desde a ocupação nazista na Segunda Guerra Mundial. Este processo não foi imune a cortes orçamentários: em outubro de 2013, a França anunciou o encerramento do seu último regimento de infantaria na Alemanha, marcando assim o fim de uma presença importante do outro lado do Reno, embora ambos os países mantenham cerca de 500 tropas no território um do outro. Como membros do Conselho de Segurança da ONU com muitos interesses e problemas em comum, o Reino Unido e a França têm uma longa história de colaboração bilateral. Isso ocorreu tanto em nível governamental quanto em programas industriais como o SEPECAT Jaguar, enquanto fusões corporativas fizeram com que a Thales e a MBDA emergissem como grandes empresas de defesa abrangendo ambos os países. A crise financeira de 2007-08 levou a uma pressão renovada sobre os orçamentos militares e à "aliança de austeridade" consagrada nos Tratados de Lancaster House de 2010. Elas prometiam uma integração estreita tanto em nível de aquisição quanto operacional, alcançando as áreas mais sensíveis, como ogivas nucleares.

## Assuntos atuais

### Força Aérea e Espacial Francesa

A cocar Tricolore da Força Aérea e Espacial Francesa foi o primeiro roundel usado em aeronaves de combate.

O Armée de l'Air se tornou uma das primeiras forças aéreas profissionais do mundo quando foi fundada em 1909. Os franceses se interessaram ativamente no desenvolvimento de sua força aérea e tiveram os primeiros pilotos de caça da Primeira Guerra Mundial. Durante os anos entre guerras, no entanto, particularmente na década de 1930, a qualidade técnica caiu quando comparada à Luftwaffe, que esmagou as forças aéreas francesa e britânica durante a Batalha da França. Na era pós-Segunda Guerra Mundial, os franceses fizeram um esforço concentrado e bem-sucedido para desenvolver uma indústria aeronáutica nacional. A Dassault Aviation liderou o caminho com seus designs exclusivos e eficazes de asas delta, que formaram a base para a famosa série Mirage de caças a jato. O Mirage demonstrou repetidamente suas habilidades mortais na Guerra dos Seis Dias e na Guerra do Golfo, tornando-se uma das aeronaves mais populares e vendidas na história da aviação militar ao longo do caminho. Atualmente, os franceses aguardam o avião de transporte militar A400M, que ainda está em fase de desenvolvimento, e a integração do novo caça multifunção Rafale, cujo primeiro esquadrão de 20 aeronaves tornou-se operacional em 2006 em Saint-Dizier.  Em 2020, foi renomeado para Armée de l'Air et de l'Espace, ou Força Aérea e Espacial Francesa.

### Marinha Francesa

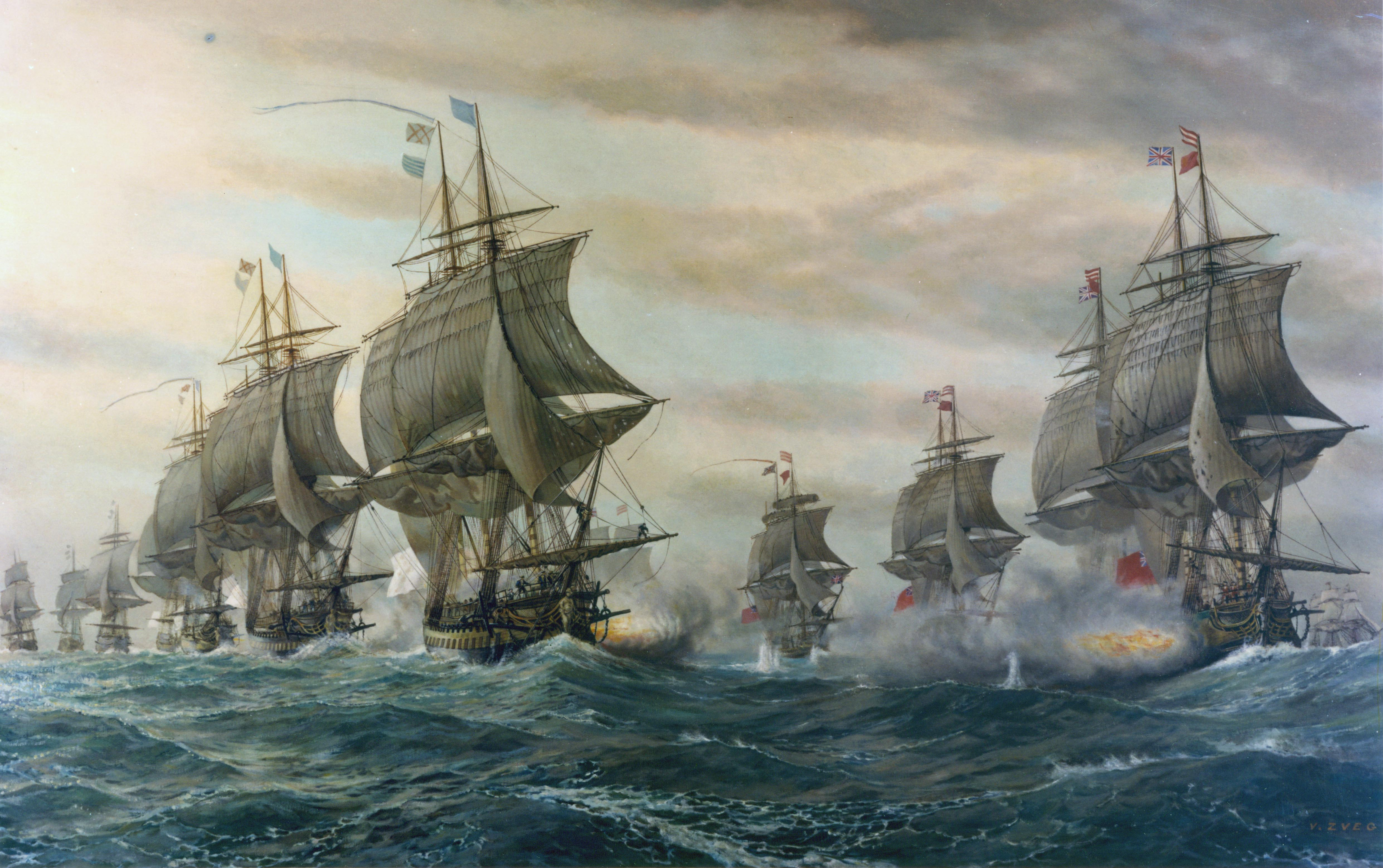
Os navios franceses enfrentam a marinha britânica (à direita) na Batalha de Chesapeake.

As frotas medievais, na França e em outros lugares, eram quase inteiramente compostas por navios mercantes alistados no serviço naval em tempos de guerra, mas os primórdios da história naval francesa remontam a essa época. A primeira batalha da Marinha Francesa foi a Batalha de Arnemuiden (23 de setembro de 1338), onde derrotou a Marinha Inglesa. A batalha de Arnemuiden foi também a primeira batalha naval com uso de artilharia. Mais tarde, foi derrotado por uma frota anglo-flamenga na Batalha de Sluys e, com a ajuda castelhana, conseguiu derrotar os ingleses em La Rochelle — ambas as batalhas desempenharam um papel crucial no desenvolvimento da Guerra dos Cem Anos. Entretanto, a marinha não se tornou um instrumento consistente de poder nacional até o século XVII, com Luís XIV. Sob a tutela do "Rei Sol", a Marinha Francesa foi bem financiada e equipada, conseguindo derrotar de forma retumbante uma frota combinada hispano-holandesa na Batalha de Palermo em 1676, durante a Guerra Franco-Holandesa, embora, junto com a marinha inglesa, tenha sofrido várias reviravoltas estratégicas contra os holandeses, que eram liderados pelo brilhante Michiel de Ruyter. Obteve várias vitórias iniciais na Guerra dos Nove Anos contra a Marinha Real e a Marinha Holandesa. Dificuldades financeiras, no entanto, permitiram que ingleses e holandeses retomassem a iniciativa no mar.

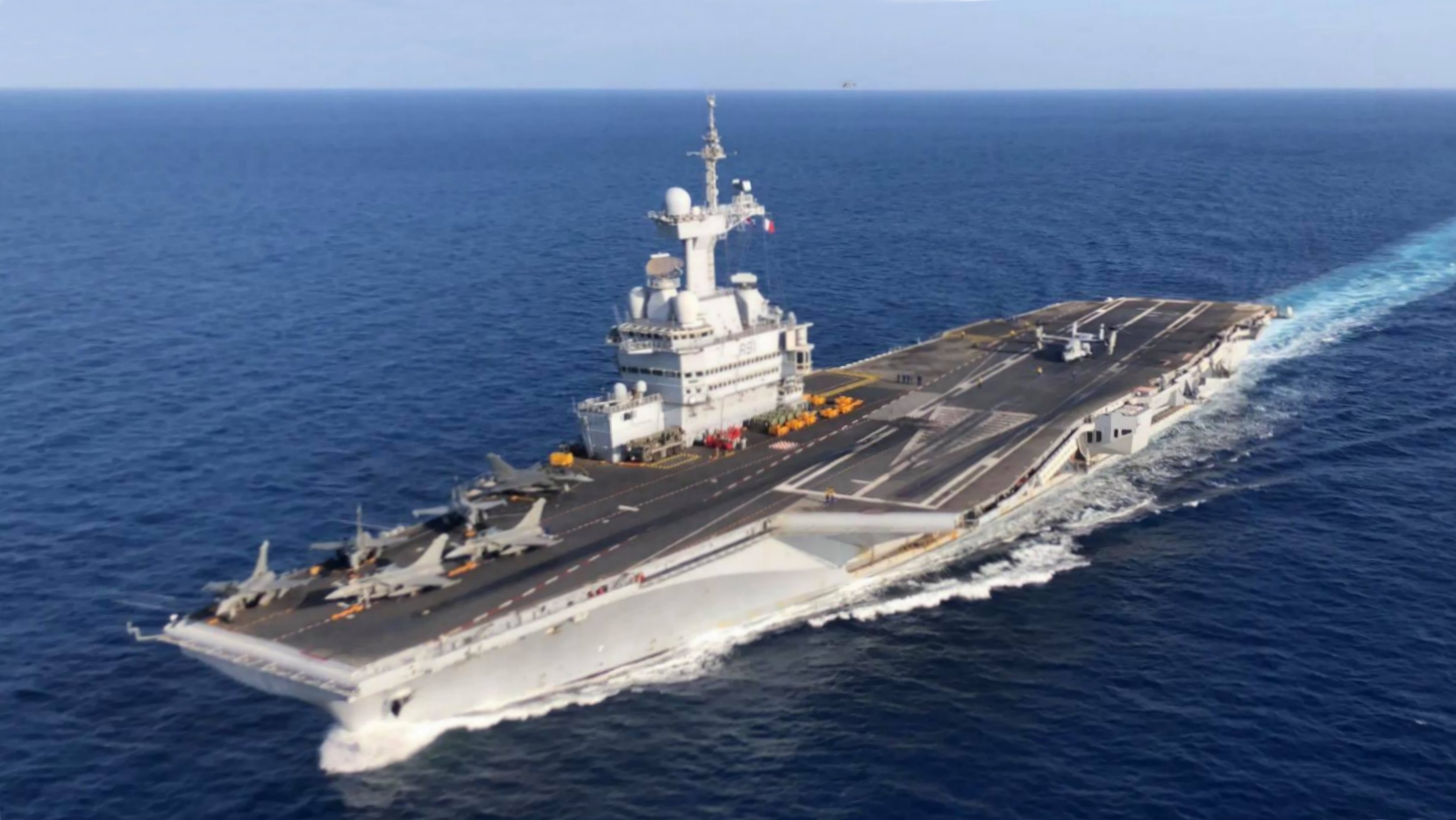
O Charles de Gaulle, o primeiro porta-aviões movido a energia nuclear da Europa.

Um problema constante para a Marinha Francesa eram as prioridades estratégicas da França, que estavam, antes de tudo, ligadas às suas ambições europeias. Esta realidade significava que o exército era frequentemente tratado melhor do que a marinha e, como resultado, esta última sofria em termos de treinamento e desempenho operacional. O século XVIII viu o início do domínio da Marinha Real, que conseguiu infligir uma série de derrotas significativas aos franceses. Entretanto, em um esforço impressionante, uma frota francesa sob o comando do Almirante de Grasse conseguiu derrotar uma frota britânica na Batalha de Chesapeake em 1781, garantindo que as forças terrestres franco-americanas venceriam o Cerco de Yorktown. Além disso, e das impressionantes campanhas de Suffren contra os britânicos na Índia, não houve muitas outras boas notícias. A Revolução Francesa praticamente paralisou a Marinha Francesa, e os esforços para transformá-la em uma força poderosa sob o comando de Napoleão foram frustrados na Batalha de Trafalgar em 1805, onde os britânicos praticamente aniquilaram uma frota combinada franco-espanhola. O desastre garantiu o domínio naval britânico até o fim das guerras napoleônicas.
Mais tarde, no século XIX, a marinha se recuperou e se tornou a segunda melhor do mundo, depois da Marinha Real. Conduziu um bloqueio bem-sucedido do México na Guerra dos Pastéis de 1838 e destruiu a marinha chinesa na Batalha de Foochow em 1884. Também serviu como um elo eficaz entre as partes crescentes do império francês. A Marinha teve um bom desempenho durante a Primeira Guerra Mundial, na qual protegeu principalmente as rotas navais no Mar Mediterrâneo. No início da guerra, os franceses tinham uma grande frota no Mediterrâneo, com nada menos que sete navios de guerra e seis cruzadores pesados. As derrotas francesas nos estágios iniciais da Segunda Guerra Mundial, no entanto, levaram os britânicos a atacar a frota francesa atracada em Mers-el-Kebir para evitar a ameaça que ela caísse nas mãos dos alemães. O restante da frota francesa afundou em Toulon para impedir que a 7ª Divisão Panzer capturasse a frota, dois anos depois.
Atualmente, a doutrina naval francesa prevê dois porta-aviões, mas os franceses atualmente têm apenas um, o Charles de Gaulle, devido à reestruturação. A Marinha está passando por algumas mudanças tecnológicas e de aquisição; novos submarinos estão em construção e as aeronaves Rafale (a versão naval) estão atualmente substituindo aeronaves mais antigas.

### Legião Estrangeira

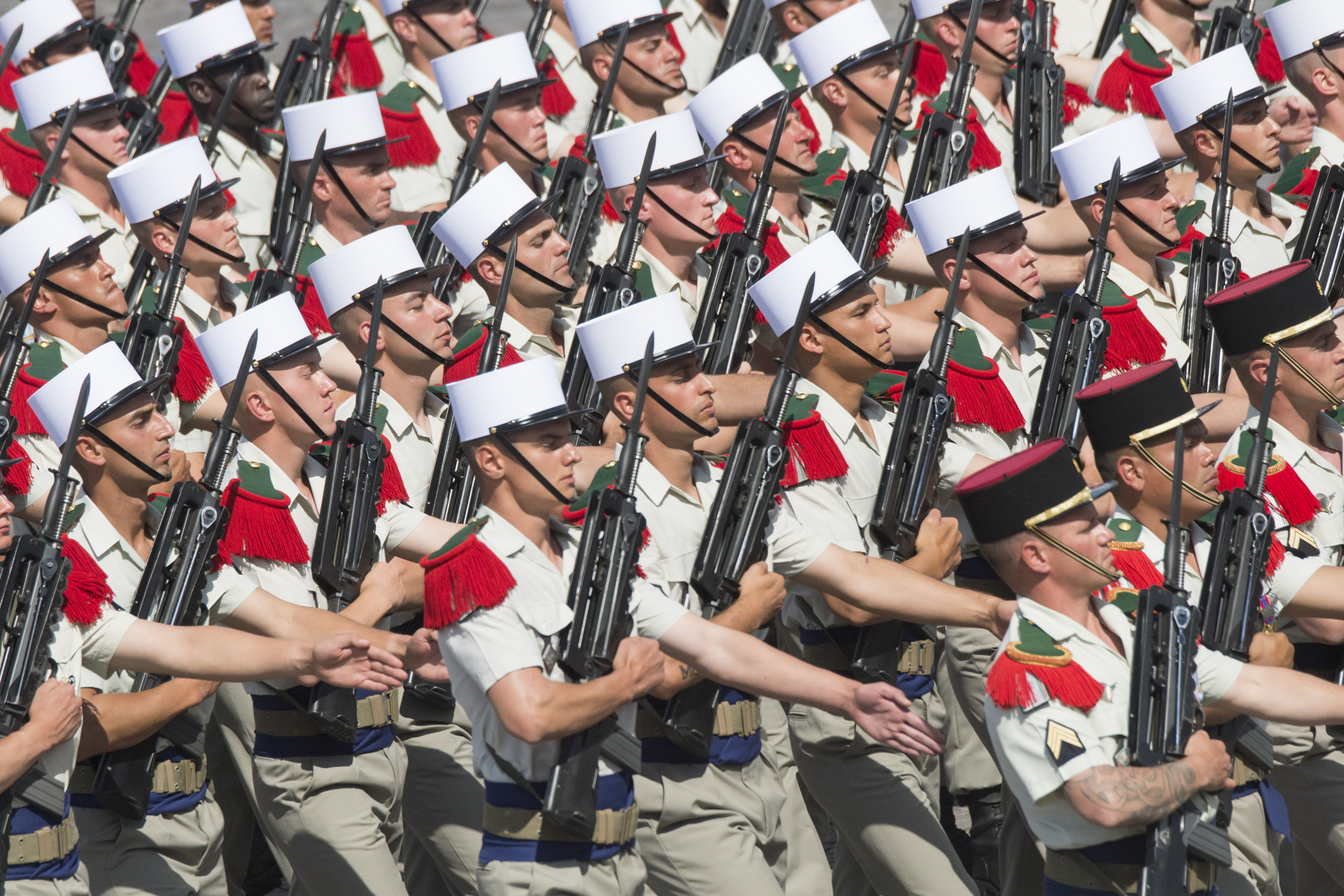
Legionários marchando no desfile militar anual do Dia da Bastilha pelo Champs-Élysées, em Paris, em 14 de julho de 2017.

A Legião Estrangeira Francesa foi criada em 1831 pelo rei francês Luís Filipe para permitir a incorporação de estrangeiros ao Exército Francês. Ao longo do último século e meio, tornou-se uma das unidades militares mais reconhecidas e elogiadas do mundo. A Legião teve um começo muito difícil; havia poucos suboficiais, muitos dos soldados não falavam francês e o pagamento era frequentemente irregular. A Legião foi logo transferida para lutar na Argélia, tendo um desempenho moderadamente bem-sucedido, dada sua condição. Em 17 de agosto de 1835, o comandante da Legião, Coronel Joseph Bernelle, decidiu unir todos os batalhões para que nenhuma nacionalidade ficasse confinada exclusivamente a um batalhão em particular; isso ajudou a garantir que a Legião não se fragmentasse em facções.
Após a sua participação da África e das Guerras Carlistas na Espanha, a Legião lutou na Guerra da Crimeia e na Guerra Franco-Austríaca, onde atuou heroicamente na Batalha de Magenta, antes de ganhar ainda mais glória durante a intervenção francesa no México. Em 30 de abril de 1863, uma companhia de 65 legionários foi emboscada por 2.000 soldados mexicanos na Hacienda Camarón; na Batalha de Camarón resultante, os legionários resistiram bravamente por várias horas e infligiram 300–500 baixas aos mexicanos, enquanto 62 deles morreram e três foram capturados. O comandante mexicano, Francisco de Paula Milán, impressionado com a memorável intransigência que acabara de testemunhar, caracterizou a Legião de uma forma que eles são conhecidos desde então: “Estes não são homens, mas demônios!”
Na Primeira Guerra Mundial, a Legião demonstrou que era uma unidade altamente capaz na guerra moderna. Sofreu 11.000 baixas na Frente Ocidental enquanto conduzia defesas brilhantes e contra-ataques vigorosos. Após o desastre na Batalha da França em 1940, a Legião foi dividida entre aqueles que apoiavam o governo de Vichy e aqueles que se juntaram à França Livre sob o comando do General de Gaulle. Na Batalha de Bir Hakeim, em 1942, a 13ª Brigada da Legião Francesa Livre defendeu obstinadamente suas posições contra uma ofensiva combinada ítalo-alemã e atrasou seriamente os ataques de Rommel em direção a Tobruk. A Legião finalmente retornou à Europa e lutou até o fim da Segunda Guerra Mundial, em 1945. Mais tarde, lutou na Primeira Guerra da Indochina contra o Viet Minh. Na batalha decisiva de Dien Bien Phu, em 1954, as forças francesas, muitas delas legionários, foram completamente cercadas por um grande exército vietnamita e derrotadas após dois meses de combates tenazes. A retirada francesa da Argélia levou ao colapso do império colonial francês. Os legionários eram usados principalmente em intervenções coloniais, então a destruição do império levantou questões sobre seu status. Em última análise, a Legião foi autorizada a existir e participou como uma força de reação rápida em muitos lugares da África e do mundo.